# Berwyn Heights
Berwyn Heights és una població dels Estats Units a l'estat de Maryland. Segons el cens del 2000 tenia 2.942 habitants.

## Demografia
Segons el cens del 2000, Berwyn Heights tenia 2.942 habitants, 1.022 habitatges, i 713 famílies. La densitat de població era de 1.747,6 habitants per km².
Dels 1.022 habitatges en un 27,5% hi vivien nens de menys de 18 anys, en un 54,8% hi vivien parelles casades, en un 10,1% dones solteres, i en un 30,2% no eren unitats familiars. En el 19,3% dels habitatges hi vivien persones soles el 7,7% de les quals corresponia a persones de 65 anys o més que vivien soles. El nombre mitjà de persones vivint en cada habitatge era de 2,86 i el nombre mitjà de persones que vivien en cada família era de 3,19.
Per edats la població es repartia de la següent manera: un 20,9% tenia menys de 18 anys, un 10,7% entre 18 i 24, un 33,1% entre 25 i 44, un 22,5% de 45 a 60 i un 12,9% 65 anys o més.
L'edat mediana era de 36 anys. Per cada 100 dones de 18 o més anys hi havia 100,2 homes.
La renda mediana per habitatge era de 65.744 $ i la renda mediana per família de 69.013 $. Els homes tenien una renda mediana de 42.525 $ mentre que les dones 34.831 $. La renda per capita de la població era de 25.793 $. Entorn del 0,9% de les famílies i el 5,5% de la població estaven per davall del llindar de pobresa.

## Poblacions més properes
El següent diagrama mostra les poblacions més properes.